# 最後一堂課
《最後一堂課》（英語：The Final Lesson），真人真事改編電影，改編自法國暢銷書籍《那就10月17日吧！》，描述前法國總理利昂內爾·喬斯班母親兼人權鬥士蜜海兒·喬斯潘（Mireille Jospin）爭取安樂死的故事。

## 劇情
瑪德蓮一生為人權奮鬥，92歲忽想趁身體還沒有大病痛就離開人世，慶生會時便宣布已經決定好自己的「大限之日」；隨著自訂死亡日越逼越近，逐漸獲得女兒Diane理解與支持，連夢想去澳洲衝浪工作的外孫Max也逐漸能尊重祖母獨特想法，兒子Pierre卻獨獨不能接受！母子情與自主權相互拔河……；久別的老情人終於也相見——最後時間會站在哪一方呢？這又是否為正確無誤的生死決定呢？ 

## 演員
- 桑德琳·波奈兒 as Diane
- 瑪蒂·薇拉隆加 as Madeleine
- 安托萬·杜勒利 as Pierre
- Gilles Cohen as Clovis
- Grégoire Montana as Max
- Sabine Pakora as Victoria
- Charles Gérard
- Barbara Schulz
- Armelle
- Roby Schinasi as Christophe
- Emmanuelle Galabru as Caroline
- Jonas Dinal as Didid

## 外部連結
- 互联网电影数据库（IMDb）上《最後一堂課》的资料（英文）